# Sky City 1000
Sky City 1000 (Japans: スカイシティー1000, Sukaishitei 1000) is een architectonisch project dat in de toekomst gerealiseerd kan worden en vooral doelt op het oplossen van de ophopingen in het verkeer en het gebrek aan groene ruimte in Tokio.
Het plan bestaat uit een gebouw van 1000 meter hoog en 400 meter breed bij de basis, met een totale vloeroppervlakte van ruim 8 km². Het ontwerp, voorgesteld in 1989 door de Takenaka Corporation, biedt aan 35.000 bewoners en aan 100.000 werkers plaats. Het gebouw omvat 14 bord-vormige plateaus, zogenaamde "Space Plateaus", die steeds boven elkaar geplaatst zijn. Het gebouw zou woningen, kantoren, winkels, scholen, sportparken en alles wat men in het heden aan mogelijkheden heeft bevatten. Op de rand van elk "plateau" welke groen bevat loopt een soort van monorail.
Sinds de aankondiging van het project heeft het gebouw veel aandacht gekregen onder architectonische ondernemingen. Velen hopen dat het gebouw binnen 10 jaar gerealiseerd wordt door het bestuur van Tokio (Tokyo Metropolitan Government) en Japans grootste ondernemingen.
Blijkbaar wordt het project zeer serieus genomen want Tokio heeft haar enige brandhelikopter beschikbaar gesteld bij simulatietests om te zien wat er zou gebeuren als er brand uitbrak in het gebouw. Ook wordt er gebruikgemaakt van een hogesnelheids-driedekslift met ruimte voor 70 mensen die nu worden ontworpen in experimentele laboratoria buiten Tokio.
Alhoewel dit project veel serieuze aandacht heeft gehad, in tegenstelling tot zijn tegenstanders, kan het worden gezien als eenzelfde project als de X-Seed 4000 en vele andere.

## Trivia
- Er is een speciale uitzending over Sky City 1000 op Discovery Channel geweest in de serie Extreme Engineering.